# Dawes-határ
A Dawes-határ egyik gyakorlati mérőszám, ami azt adja meg, hogy mekkora egy távcső felbontása.
Az összefüggést William Rutter Dawes (1799–1868) adta meg, aki fanatikus kettőscsillag megfigyelő volt.
A számszerű összefüggés az alábbi:
R = 0,115/D
ahol
R: a felbontás mértéke (ívmásodperc)
D: a távcső apertúrája (méter)
Más mértékegységek alkalmazásával a képlet más alakban is ismert.
Például egy 100 mm-es távcső felbontása:  0,115/0,1 = 1,15 arcsec
A Dawes-határ nagyjából 20%-kal jobb értéket ad, mint az elméleti Rayleigh-határ. Ez azért van, mert a gyakorlott megfigyelők, ideális körülmények között meg tudnak különböztetni olyan kettőscsillagokat, amik közelebb vannak egymáshoz, mint az elméletileg kiszámolt megkülönböztetési határ.